# Пурнаварман
Пурнаварман — король індуїстського королівства Таруманагара на заході острова Ява. Правив на початку 5 століття. Це перший яванський правитель, написи якого збереглися до наших днів.

## Історія
Син Дхармаявармана. Пурнаварман правив приблизно з 395 по 434 роки. Він ідентифікував себе з Вішну, що вказує на те, що він і його царство дотримувались вішнуїтської віри. У 397 році король Пурнаварман заснував нову столицю. Відомий тим, що розвинув іригаційну систему на острові, побудувавши численні канали.